# Send Me Some Lovin'
«Send Me Some Lovin'» es una canción escrita por John Marascalco y Lloyd Price, y más tarde grabada por Buddy Holly.

## Grabación
La grabación de "Send Me Some Lovin'" se realizó el 20 de julio de 1957, en los estudios de Norman Petty, en Clovis Nuevo México, casi todas las canciones del álbum debut de Buddy Holly y The Crickets se grabaron allí, en la misma estuvieron presentes Holly en guitarra y voz, Jerry Alison en batería, Niki Sullivan en guitarra y Joe Mauldin en contrabajo. Durante ese día también se grabó "It's Too Late". Unos meses más tarde, en la base aérea de Tinker Air Force Base, el grupo The Picks grabó los coros para la canción, que fueron insertados por Norman Petty.

## Publicaciones
«Send Me Some Lovin'» fue publicada como la décima canción del álbum debut de Buddy Holly y su grupo The "Chirping" Crickets de 1957.